# Patrick Carney
Patrick J. Carney (Akron, 15 de abril de 1980) é um multi-instrumentista estadunidense. Faz parte da dupla de blues-rock The Black Keys com Dan Auerbach. Foi compositor da música de abertura da sitcom BoJack Horseman.